# Магнус Міннешельд
Магнус Міннешельд (швед. Magnus minnesköld; 1175 — 1208 або 1210) — середньовічний шведський магнат з династії Б'єльбу. Для нащадків він найбільше відомий як батько відомого державного діяча ярла Біргера, предка пізніших шведських королів. Іноді він вважається загиблим у битві під Леною у 1208 році, хоча докази не є остаточними.

## Походження
Найдальшим з його відомих предків, як вважають, є Фольке Товстий, могутній шведський конунг початку XII століття, який одружився з Інгегерд Кнудсдаттер, дочкою короля Данії Кнуда Святого та Аделі Фландрської, спадкоємиці Карла Великого. Після смерті Аделі Інгегерд зі своєю сестрою Сесілією поїхала до Швеції і одружилася, тому Фольке та його спадкоємці були родичами правлячої еліти Королівства Данії.
Середньовічна шведська генеалогія констатує, що «Фольке Товстий був батьком Бенедикта (Бенгта) Снівіля, і що Бенедикт породив ярла Біргера, ярла Карла і Магнуса, якого прозвали Міннешельд». Коли його старший брат Біргер Броса обіймав посаду ярла в період між 1174 і 1202 роками, молодший Магнус жив у сімейному маєтку Б'єльбу, в нинішньому муніципалітеті М'єльбю, Естерйотланд. Припускалося, що він був королівським суддею Естерйотланда, хоча це не задокументовано. Він одружився із шляхтичкою Інгрід Ільва, можливо, королівського походження і став батьком кількох синів, які вплинули потім на шведську історію, насамперед Біргера. Він згадується у двох документах того часу як брат Біргера Броси, а також королем Магнусом Біргерссоном, який у листі 1280 року назвав його «дідусем».
Прізвисько Магнуса, Міннешельд (швед. Minnesköld), можна тлумачити по-різному. Воно може походити від minni (пам'ять), воно може посилатися на місяць (måne) на його щиті, або його можна інтерпретувати як "малий щит" (mindre sköld).
Магнус Міннешельд, ймовірно, був одружений двічі; цим можна пояснити велику різницю у віці його дітей. Нічого не відомо про його ймовірну першу дружину. Магнус одружився зі своєю другою дружиною близько 1195 року. Це була Інгрід Ільва, яка, за словами шведського реформатора та історика Олауса Петрі, була дочкою Суне Сіка. Така ж інформація зустрічається у середньовічній генеалогії, скопійованій у XVI столітті. Суне Сік, якщо він існував, був молодшим сином короля Швеції Сверкера I.

## Боротьба за корону
Судячи зі спадщини своїх нащадків, Магнус Міннешельд володів різними землями в Естерйотланді і, ймовірно, був тим, хто побудував церкву Б'єльбу. Хоча, будучи молодшим братом Біргера Броси, Магнус не був головою могутньої сім'ї, його приналежність до правлячої еліти передбачає, що він брав активну участь у війні між Сверкером II з династії Сверкерів і Еріком Кнутссоном з династії Еріків за шведську корону, яка була оскаржена в битвах. Першою була битва при Ельгаросі (тепер це населений пункт в шведській громаді Теребуда у Вестра-Йоталанді) у листопаді 1205 року, де король Сверкер II переміг Еріка Кнутссона. Другий — битва під Леною (тепер Кунгслена у Вестра-Йоталанді) 31 січня 1208 року, в якій Ерік Кнутссон зі шведською (і, можливо, норвезькою) армією здобув нищівну перемогу над королем Сверкером II і його датською армією, звів себе на трон і запанував з 1208 до 1216 року як Ерік Х, король Швеції. Останньою була битва при Єстільрені (можливо, біля Енчепінгу в Уппланді) 17 липня 1210, в якій вигнаний король Сверкер II з датською армією спробував повернути собі трон, але був переможений і загинув у битві.
Середньовічний Liber Daticus (Книга пожертвувань) із Лунда стверджує, що аристократ на ім'я Магнус загинув у битві під Леною. Однак тотожність цього Магнуса з Магнусом Міннешельдом не доведено. Останки його сина Біргера були вивчені, і вони вказують, що йому було 50-55 років, коли він помер, і тому Магнус, ймовірно, жив ще через кілька років після Лени.

## Діти
Від першого шлюбу:
- Ескіль Магнуссон, закономовець Вестерйотланда між 1217 і 1225 роками. Він був одружений з Крістіною, онукою Еріка Святого і вдовою норвезького ярла Гокона Божевільного.
- Можливо, дочка, яка вийшла заміж за Сігтрюгга Бенгтссона.

Від будь-якої з його дружин:
- Карл Магнуссон, єпископ Лінчепінга, який загинув у Лігулаській битві в Естонії в 1220 році.
- Бенгт Магнуссон († 4 січня 1237) змінив Карла Магнуссона як єпископа Лінчепінга.

Від другого шлюбу:
- Біргер Магнуссон, відомий також як Біргер Ярл, відіграв ключову роль у консолідації Швеції, обіймаючи на той час посаду ярла Швеції.
- Елоф Магнуссон (помер у 1268 році), можливо, син Інгрід Ільви від пізнішого шлюбу[13].

Зважаючи на багато синів, він також міг мати дочок, імена яких невідомі.